# La Femme fatale (film, 1946)
Pour les articles homonymes, voir La Femme fatale.
Pour plus de détails, voir Fiche technique et Distribution.
La Femme fatale est un film français réalisé par Jean Boyer, sorti en 1946.

## Fiche technique
- Réalisateur : Jean Boyer
- Scénariste : André Birabeau, Gérard Carlier
- Dialogue : Michel Duran
- Musique : Joe Hajos
- Photographie : Charles Suin
- Montage : Yvonne Martin
- Décors : Lucien Aguettand
- Société de production : Films Metzger et Woog4
- Pays de production :  France
- Format :  Noir et blanc - 1,37:1 - 35 mm - Son mono
- Genre : Drame
- Dates de sortie :
  - France : 12 avril 1946

## Distribution
- Pierre Brasseur : Jean Pleyard, l'amant de Fanny
- Gaby Sylvia : Claire Coussol, une jeune femme devant qui Pierre feint de se suicider
- Jacqueline Gauthier : Fanny Le Doublond, la maîtresse de Jean
- Jacques Louvigny : Le Doublond, son mari qui la soupçonne d'infidélité
- Robert Arnoux : Coussol
- Jean Hébey : le directeur de l'hôtel